# François Kollar
François Kollar, nato Ferenc Kollár, in ungherese, František Kollár, in slovacco (Senec, 8 ottobre 1904 – Créteil, 3 luglio 1979), è stato un fotografo francese, di origini ungheresi.
Deve la sua notorietà per aver lavorato nella moda, nella pubblicità e nell'industria, utilizzando il bagaglio culturale ed artistico della fotografia della prima metà del Novecento.

## Biografia
Nacque nella città di Szenc che all'epoca faceva parte dell'Impero austro-ungarico, in seguito alla cui dissoluzione, la città divenne dapprima parte della Cecoslovacchia ed in infine della Slovacchia con il nome di Senec. Figlio di un impiegato delle ferrovie, Michal, e di Maria Hlavati, ebbe altri tre fratelli. Frequentò l'Università a Bratislava ed un corso di francese, ma già il padre gli aveva regalato una macchina fotografica Ernemann a lastre 10x15 con cui iniziò a manifestare l'interesse attorno alla fotografia.
Dopo aver lavorato nelle ferrovie cecoslovacche, decise nel 1924 di emigrare in Francia, facendosi assumere nella fabbrica Renault. Quattro anni dopo lasciò definitivamente la fabbrica per diventare fotografo a tempo pieno grazie anche alla conoscenza di un amico, l'illustratore spagnolo Eduardo Benito, che venne preso dall'agenzia Draeger, che stampò, nei suoi quasi cento anni di storia, i più importanti cataloghi di moda così qualificati e di grande perfezione nella stampa che era in grado di realizzare.
Nonostante il padre desiderasse che rientrasse a Bratislava, dopo un breve periodo noioso in quella città, nel 1930 tornò a Parigi e sposò Fernande Papillon, una ragazza orfana di guerra che già collaborava con lui e che continuerà per tutta la vita, divenendo anche la sua modella. Questo trambusto gli fece perdere il lavoro presso Draeger ma al contempo entrò in contatto con il pittore e artista visivo André Vigneau e con Robert Doisneau, i quali stavano creando una nuova agenzia fotografica, di cinema e di animazione. Nello stesso anno apparvero le sue prime foto sulle più importanti riviste come L'Illustration, Vu e Vogue ed espose in una importante collettiva di fotografi d'avanguardia a Monaco di Baviera cui presero parte fra gli altri anche Florence Henri, André Kertész, Germaine Krull, Ergy Landau.
Lavorò con Coco Chanel per molti anni, la donna che ha incarnato un modello di riferimento per un'intera generazione di donne. Posò lei stessa per la campagna pubblicitaria del suo leggendario profumo femminile Chanel Nº 5, pubblicato innumerevoli volte su Harper's Bazaar. Come sfondo, il fotografo scelse l'appartamento dell'Hôtel Ritz, dove viveva Coco con l'intento di presentarla come una grande dama glamour. Lavorò anche per altri stilisti come Elsa Schiaparelli e Marcel Rochas. Nel corso degli anni fotografò Pierre Balmain, modelle e fece pubblicità per le principali case di moda, quali Hermès, Molyneux, Omega, Christofle e i profumi Worth et Coty e tanti altri, sperimentando una varietà di tecniche fotografiche e utilizzando retroilluminazione, doppie esposizioni, sovrastampe e solarizzazioni.
Nel 1931 Kollar, per i successivi quattro anni, viaggio in lungo e in largo nella Francia con l'intento di fotografare il mondo del lavoro in tutti i suoi aspetti: estrazione mineraria, siderurgia, costruzione di autoveicoli e di aeromobili, pescherecci, porti e fari, vie navigabili interne, ferrovie, produzione elettrica, edilizia, vetro, ceramica, moda, filatura, stampa, biologia, viticoltura, foreste, fiori e mercati. Egli infatti aveva firmato un contratto con la casa editrice "Horizons de France" per la catalogazione sistematica di tutto ciò e che avrà come titolo La France travaille con 1.358 fotografie delle 2.769 inviate all'editore.
Con la moglie e i figli, all'inizio della seconda guerra mondiale si ritirò nei pressi di Poitiers, dove aprì un piccolo negozio. Dopo la guerra tornò a Parigi, ma i tempi erano cambiati, non poteva contare sulle ordinazioni di un tempo. Fu con l'aiuto dei figli che riuscì a tirare avanti, ad esempio con un reportage dall'Africa e con una mostra a Bratislava. A Créteil, un sobborgo di Parigi, dove si trasferì nel 1965, aprì un negozio di fotografia.
Il suo patrimonio, composto da 32 000 negativi e 3 000 stampe del periodo tra il 1927 e il 1965 venne donato allo Stato francese dai figli Jean-Michel, Marie-Françoise e Jean-Bernard nel 1987.